# Brad Cooper (Schwimmer)
Bradford Paul Cooper (* 19. Juli 1954 in Singapur) ist ein ehemaliger australischer Schwimmer.
Er belegte bei den Olympischen Spielen 1972 in München über 400 m Freistil den zweiten Platz und gewann somit die Silbermedaille. Später wurde jedoch der Sieger, der US-Amerikaner Rick DeMont, wegen der unerlaubten Einnahme eines Asthmamittels disqualifiziert, so dass Brad Cooper nachträglich zum Sieger erklärt wurde.
Nach den Olympischen Spielen 1972 beendete er seine Laufbahn. Im Jahr 1994 wurde er in die Ruhmeshalle des internationalen Schwimmsports aufgenommen.